# Hoskins Peak
Der Hoskins Peak ist ein rund 900 m hoher Berg im südlichen Teil der Pourquoi-Pas-Insel vor der Fallières-Küste des Grahamlands auf der Antarktischen Halbinsel. Er ragt 5 km westlich des Contact Peak auf.
Vermessungen des Falkland Islands Dependencies Survey (FIDS) aus den Jahren zwischen 1956 und 1959 dienten seiner Kartierung. Das UK Antarctic Place-Names Committee benannte ihn 1960 nach dem britischen Geologen Arthur Keith Hoskins (* 1935), der für den FIDS 1958 auf Stonington Island und 1959 auf Horseshoe Island tätig war.